# إبراهيم يحيى الهدوي
إبراهيم يحيى الهدوي ([- 1370 ) أمير من أمراء الأشراف الحمزيين، أصحاب مدينة صعدة ولد في صعدة ، كان من أعوان الإمام (علي بن محمد)، وقاد له حملة عسكرية مع الأمير محمد بن ميكائيل إلى مدينة حرض، شمالي مدينة الحديدة؛ لتأييد أشرافها، الذين تمردوا على الأمير لدولة بني رسول: بهاء الدين الظفاري، أمير مدينة حرض؛ للملك الأفضل العباس بن علي الرسولي، ونجحوا في السيطرة على مدينة حرض البعيدة عن العواصم الكبرى للدولة، وأسر أميرها سنة 771 هـ/1370م، ثم تحركوا للاستيلاء على مدينة زبيد؛ لكنهم جوبهوا بالمدافعين عنها ومن أهلها، الذين صدوهم عنها، وقتلوا منهم عددًا كبيرًا، فانسحب صاحب بهزيمته عائدًا إلى مدينة حرض.